# Seven Network
Seven Network – australijska stacja telewizyjna, założona 4 listopada 1956. Stacja znajduje się w Pyrmont, Sydney, Nowa Południowa Walia.

## Programy

### Programy informacyjne
- Seven News
- Sunday Night
- Sunrise
- The Daily Edition
- The Morning Show
- Weekend Sunrise

### Teleturnieje
- The Chase
- The Chase Australia

### Reality show
Aktualny
- Dancing with the Stars
- House Rules
- My Kitchen Rules
- The X Factor Australia

Poprzedni
- Australia’s Got Talent (2007-2012, emitowany na stację Nine Network od 2013)

### Serial obyczajowy
Aktualny
- Zatoka serc (Home and Away) (1988-obecnie)
- Szczęśliwy los (Winners & Losers) (2011-obecnie)
- Winter (2015-obecnie)
- 800 Words (2015-obecnie)
- Wanted (2016-obecnie)
- Little Big Shots (2017-obecnie)

Poprzedni
- Sąsiedzi (Neighbours) (1985, emitowany na stację Network Ten od 1986 do 2010, następnie na kanale Eleven od 2011)
- Policjanci z Mt. Thomas (Blue Heelers) (1994-2006)
- Cena życia (All Saints) (1998-2009)
- Crash Zone (1999-2001)
- Chata pełna Rafterów (Packed to the Rafters) (2008-2013)
- Tu będzie mój dom (A Place to Call Home) (2013-2014, emitowany na kanale SoHo od 2015)